# Lecoq et fils
Lecoq et fils est une série télévisée humoristique policière québécoise en 37 épisodes de 25 minutes en couleurs scénarisée par Réal Giguère et Bernard Sicotte, diffusée du 2 octobre 1967 au 24 juin 1968 à Télé-Métropole et sur quelques stations affiliées (Télé-Capitale, CJPM Chicoutimi, Télé-7 Sherbrooke, CKRN Rouyn-Noranda, etc.),.

## Synopsis
Lecoq & Fils est une agence de détectives privés dans laquelle le fils Méo (Gilles Latulippe) a décidé de suivre les traces de son père, mais en y apportant des idées plus modernes… Jeune détective gaffeur, Conrad pense que rien ne vaut un bon déguisement pour passer inaperçu.
Le père, Aristide Lecoq (Paul Desmarteaux) est un conservateur pour qui rien ne vaut les bons vieux trucs « à la Sherlock Holmes ». Coléreux de nature, et irrité à la fois par la gaucherie et les méthodes modernes de son fils, il passe son temps à faire explosion. 
Dans leur camion d'une discrétion douteuse (jaune avec des lignes bleues avec « Lecoq & Fils » écrit sur tous les côtés) mais rempli mur à mur de gadgets, ils enquêtent sur des situations farfelues que leurs confrères « un peu plus sérieux » ont refusé d'accepter.

## Fiche technique
- Scénariste : Réal Giguère et Bernard Sicotte
- Réalisation : Jean Claveau
- Société de production : Télé-Métropole

## Distribution
- Paul Desmarteaux : Aristide Lecoq
- Gilles Latulippe : Roméo Lecoq
- Madeleine Touchette : Constance Galarneau, secrétaire
- Janine Sutto : Mme Lecoq
- Yvon Dufour : Constable Barbeau
- Raymond Lévesque : Le garçon-livreur
- Paul Berval : Directeur de boîte à gogo
- Janine Fluet : Natacha
- Marcel Cabay : Boris
- Georges Carrère
- Robert Desroches
- Marcel Giguère
- Ernest Guimond
- Camille Ducharme
- Jean-Pierre Masson
- Huguette Oligny
- Michel Noël
- Yves Létourneau
- Jen Roger